# Liste des lieux patrimoniaux de Kawartha Lakes
Cet article recense les lieux patrimoniaux de Kawartha Lakes en Ontario inscrits au répertoire des lieux patrimoniaux du Canada, qu'ils soient de niveau provincial, fédéral ou municipal.

## Liste
| [ 1 ] | Lieu patrimonial                  | Illustration                      | Adresse | Coordonnées      | No    | Constr. | Prot. | Rec. | Notes |
| ----- | --------------------------------- | --------------------------------- | ------- | ---------------- | ----- | ------- | ----- | ---- | ----- |
| F     | Pont de béton en arc du Lac-Canal | Pont de béton en arc du Lac-Canal |         | 44.558 -79.0459  | 13085 | 1905    | LHN   | 1988 |       |
| F     | Voie navigable Trent-Severn       | Voie navigable Trent-Severn       |         | 44.5362 -78.7376 | 4507  | 1920    | LHN   | 1929 | [ 3 ] |